# Ночью Эвелин вышла из могилы
«Ночью Эвелин вышла из могилы» (итал. La notte che Evelyn uscì dalla tomba, иное название «Ночь, когда Эвелин вышла из могилы») — итальянский джалло 1971 года режиссёра Эмилио Миральи.

## Сюжет
Состоятельный английский лорд по фамилии Каннингем потерял свою рыжеволосую жену-красавицу Эвелин. С тех пор рассудок Каннингема помутился и он, знакомясь с рыжеволосыми девушками на улицах или в баре, приводит их в свой замок, где издевается и насилует их, а затем убивает. Пытаясь избавиться от навязчивых идей убийства Каннингем женится и пытается лечиться у знакомого доктора. Вскоре новая жена Каннингема, заглянув в фамильный склеп, обнаруживает, что могила Эвелин пуста.

## В ролях
- Энтони Стеффен — Лорд Алан Каннингем
- Марина Малфатти — Глэдис Каннингем
- Эрика Бланк — Сьюзи
- Джакомо Росси-Стюарт — доктор Ричард Тимберлейн
- Энцо Тарашо — Джордж Харриман
- Умберто Рахо — Фарли

## Критика
Луис Поль в своей книге Italian Horror Film Directors охарактеризовал фильм как прекрасную и несвязную историю, в ходе просмотра вызывающую у зрителя массу вопросов, касающихся сюжетных обстоятельств. Дональд Гуариско из AllMovie считает,что фильм: «может стать приемлемым кормом для фанатов джалло, но не таким запоминающимся, как предполагается». 